# ベンガル語訳聖書

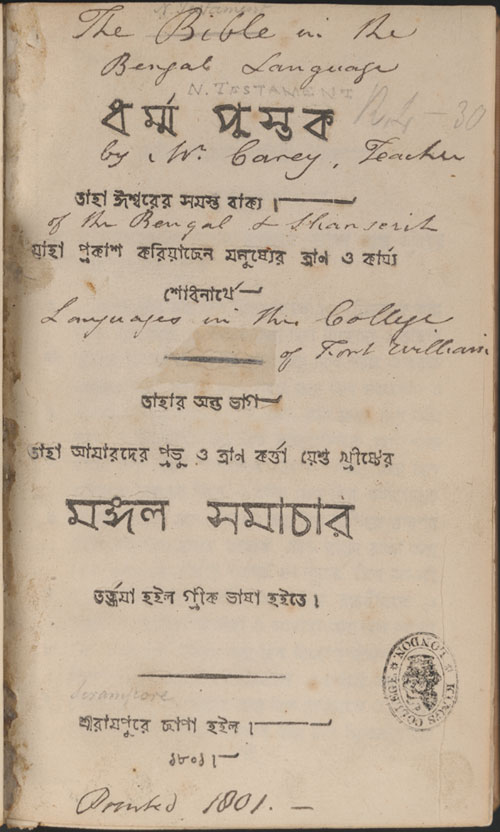
最初のベンガル語訳聖書（1804年）

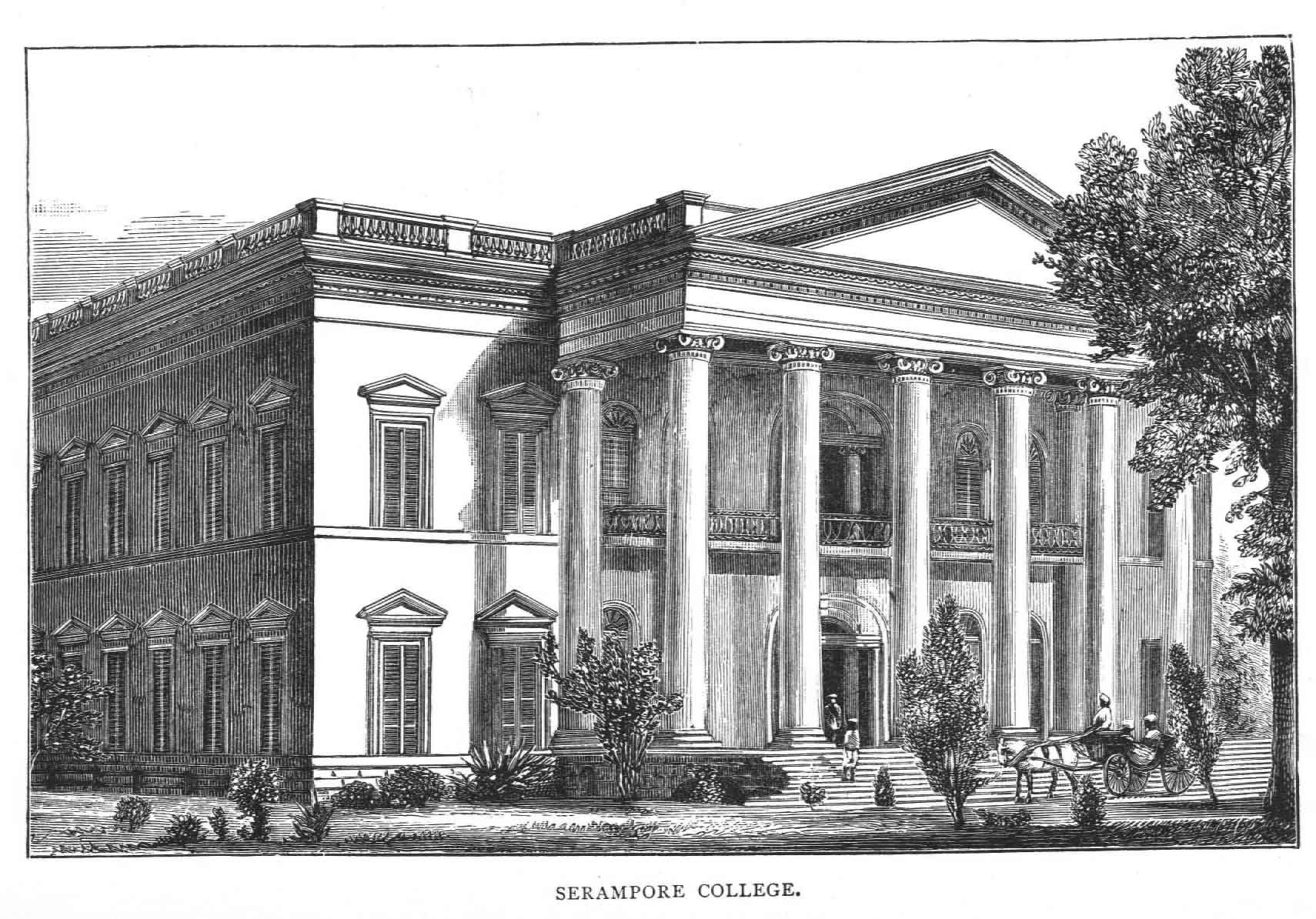
セランポール宣教出版社（セランポール大学神学部構内）

ベンガル語訳聖書（ベンガルごやくせいしょ）では、キリスト教聖書のベンガル語への翻訳を扱う。
ベンガル語はインド・アーリア語派に属する言語で、おもにバングラデシュおよびインド・西ベンガル州で話されていて、それらの地の公用語である。表記にはブラーフミー文字から発展したベンガル文字を使う。大部分がイスラム教徒の国・地域で、過去にもアラビア文字を使わなかったのは珍しい。アッサム語とは親しい関係にある。

## 歴史
西欧人としては初めて、ナサニアル・ホールヘッド（Nathaniel B. Halhead）がベンガル語文法の本を著したのは1776年で、イギリスの為政者のためであった。1793年、ウイリアム・ケアリーはセランポール（カルカッタの北郊外）で聖書をベンガル語に翻訳して出版し、1801年には改訂版を出した。バングラディッシュで現在使われている文語聖書はこの聖書で、口語訳聖書は新しい訳である。イエズス会のベルギー人神父クリスチアン・ミニョン（Christian Mignon）はこの聖書を改訂して、『Mangalbarta聖書』として細かな注釈を付けて出版した。

## 翻訳の例
| 翻訳書               | ヨハネ3:16 (ベンガル語)                                                                                       |
| -------------------- | --- |
| The Bible in Bengali | কারণ ঈশ্বর এই জগতকে এতোই ভালবাসেন য়ে তিনি তাঁর একমাত্র পুত্রকে দিলেন, য়েন সেই পুত্রের ওপর য়ে কেউ বিশ্বাস করে সে বিনষ্ট না হয় বরং অনন্ত জীবন লাভ করে৷ |

## 参照項目
- インドのキリスト教 (Christianity in India)
- 西ベンガル州の宗教 (Religion in West Bengal)
- バングラデシュのキリスト教 (Christianity in Bangladesh)
- ベンガル語
- アッサム語訳聖書
- 聖書翻訳
- 言語別聖書の一覧